# Hoplocheiloma perforatum
Hoplocheiloma perforatum är en tvåvingeart som beskrevs av Günther Enderlein 1922. Hoplocheiloma perforatum ingår i släktet Hoplocheiloma och familjen skridflugor. Inga underarter finns listade i Catalogue of Life.